# 3A 1954+319
3A 1954 + 319 Es una estrella binaria simbiótica y un Binario de rayos X de baja masa en los que un objeto compacto (como un Púlsar) acumula material de una gigante roja de tipo M evolucionada y esta acretando material de la estrella. Tiene el periodo de pulsación más largo conocido para una binaria de Rayos X. Sufrió cambios de 5,0 Horas a 5,8 Horas en un intervalo de tiempo de 7 años y fue monitoreado por la SWIFT, probablemente por una interacción fuerte del denso viento de la gigante roja. Un análisis de la alta fuente de rayos X de la variable 3A 1954 + 319 de 2005 a 2009 del telescopio Chandra de rayos X el 26 de diciembre de 2010 y una observación de RXTE realizada el 10 al 11 de enero de 2011 abarcando dos  ciclos de pulsos. El contexto de Swift-BAT muestra que, durante ambas observaciones, la fuente se encontraba en un estado de flujo de rayos X comparativamente estable y de baja densidad, con un período de pulso de alrededor de 5,6 horas y una disminución general. Se observa y estudia una fuerte actividad de quema en escalas de tiempo de cientos a miles de segundos a la luz de una posible interpretación de choque de acreción. Nos centramos en un estallido observado fortuitamente durante las observaciones del Programa Clave INTEGRAL de la región de Cygnus en noviembre de 2008 y en la curva de luz de largo plazo Swift-BAT. Se ha identificado que la fuente es uno de los únicos ocho binarios simbióticos de rayos X conocidos, sistemas compuestos por una estrella de neutrones acreciente que órbita en un medio muy poco homogéneo alrededor de un compañero M-gigante. Su espectro de 3-80 keV puede describirse por un modelo de ley de potencia quebrado. El período de pulso extremadamente largo de 5,3 horas es claramente visible en la curva de luz INTEGRAL-ISGRI y confirmado por una búsqueda de período de plegamiento de época.